# 牠們的格鬥牧群
是一款由Mane6开发，Humble Bundle发行的独立格斗游戏。在游戏中，均为雌性的有蹄类卡通动物互相格斗，以选出一位值得保管魔法钥匙的斗士，来保证他们的世界不受捕食者的侵害。游戏在Microsoft Windows平台上的早期测试版本已经于2018年2月22日发行，游戏的完整版以及MacOS和Linux版本计劃在2018年推出。
本作品是游戏“格斗就是魔法”（英語：Fighting is Magic）的精神续作，原先是一款以系列动画片《彩虹小馬：友情就是魔法》为主题的同人2D格斗游戏，其中包含了来自该系列动画的角色。在因为侵犯知识产权而收到来自孩之宝的停终信函后，游戏的开发组放弃了原先的开发计畫，並以新角色为基础开始牠們的格鬥牧群开发。曾为《彩虹小馬：友情就是魔法》进行角色设计的劳伦·福斯特也参与进来，为游戏设计新角色。游戏的製作组包括了九位志願的《彩虹小馬：友情就是魔法》的爱好者。
与一般的格斗类游戏有所不同，牠們的格鬥牧群角色並非类人形态而是四足站立的有蹄动物，因而获得了Evolution Championship Series的注意，並成功通过Indiegogo上的众筹活动得到资金。
一个与Mane6无关的独立同人製作组在2014年初放出了其製作的《格斗是魔法：致敬版》（英語：Fighting Is Magic: Tribute Edition）。该作品与Mane6原先的彩虹小馬同人游戏类似，並使用了Mane6在最初两年开发的测试版内容，这些内容在後来从其他管道流出。

## 游戏流程
牠們的格鬥牧群游戏背景设定在生活着各种四足有蹄类智慧生物的Fœnum世界。那里正处于被称为“捕食者”的食肉动物的威胁之下。捕食者曾经被封印在遥远的平行世界之中，但是他们找到了逃离的办法。为了解决威胁，数个生活在Fœnum的种族选出了他们作为的斗士，去寻找重新封印捕食者的魔法钥匙。这些必须通过公平的竞争来决定谁将会作为来面对捕食者的斗士。